# Pterophorus tripunctatus
Pterophorus tripunctatus is een vlinder uit de familie vedermotten (Pterophoridae). De wetenschappelijke naam van de soort is voor het eerst geldig gepubliceerd in 1881 door Thomas de Grey Walsingham.